# Kostel Saint-Nicolas-du-Chardonnet
Kostel Saint-Nicolas-du-Chardonnet (doslovně svatého Mikuláše z Bodláčí) je katolický farní kostel v 5. obvodu v Paříži na rohu ulic Rue des Bernardins a Rue Saint-Victor. Od roku 1977 kostel využívá Kněžské bratrstvo svatého Pia X., které se hlásí ke katolickému tradicionalismu. Mše jsou tedy slouženy pouze v tradičním ritu, tzv. Tridentská mše. Kostel je od roku 1887 chráněn jako historická památka.

## Historie
Kostel byl založen ve 13. století na západním okraji města mezi řekami Bièvre a Seina na pozemku nazývaném léno Chardonnet (fr. chardons = bodláčí), které původně patřilo klášteru Saint-Victor. Území bylo při stavbě městských hradeb za krále Filipa II. Augusta rozděleno, přičemž klášter zůstal vně hradeb a volné místo zůstalo uvnitř hradeb. Následně na něm byly postaveny Collège des Bernardins (1245) a Collège du Cardinal Lemoine (1303).
Kdy přesně byl vybudován kostel Saint-Nicolas-du-Chardonnet, není jisté, neboť prameny z období 1230-1246 umožňují rozdílný výklad, a není jisté, zdali hovoří o tomto kostelu nebo o jiné sousedící sakrální stavbě. Jisté je, že kostel svatého Mikuláše založený Robertem Pobožným na ostrově Cité byl zbořen roku 1242, aby na jeho místě byla postavena Sainte Chapelle. Vychází se proto z toho, že Saint-Nicolas-du-Chardonnet byla jeho náhrada (ale není jisté, zdali celá budova nebo jen přenesením patrocinia), neboť v Paříži byl svatý Mikuláš z Myry uctíván jako patron lodníků, obchodníků a studentů.
V roce 1625 byla nově postavena zvonice a mezi lety 1656 a 1763 byl celý kostel přestavěn do dnešní klasicistní podoby. Z důvodu velikosti pozemku byl nový kostel postaven v severo-jižním směru. Roku 1656 byl na hřbitově severně od starého kostela položen základní kámen. Loď byla dokončena v roce 1716, klenák v klenbě byl osazen roku 1763, hlavní oltář vysvětil 4. prosince 1768 pařížský arcibiskup Christophe de Beaumont. Dlouhou dobu výstavby zapříčinil nedostatek finančních prostředků, které byly získány i královskými loteriemi (1703 a 1763).
Varhany vyrobil v letech 1723-1725 Frauçois Thierry původně pro kostel Saints-Innocents, který byl roku 1787 uzavřen a nástroj byl během Velké francouzské revoluce přenesen do kostela Saint-Nicolas-du-Chardonnet. Ovšem v roce 1795 byly z kostela odvezeny umělecké předměty a roku 1796 byl kostel (jako poslední v Paříži) uzavřen. Dřevěné části byly prodány, kov roztaven a budova byla jako národní majetek pronajmuta. Kostel byl opět otevřen v roce 1802. Kvůli stavbě Boulevardu Saint-Germain v roce 1862 bylo nutno přestavět apsidu. Fasáda na ulici Rue Saint-Victor pochází z roku 1934.
Dne 27. února 1977 byl kostel obsazen věřícími Kněžského bratrstva svatého Pia X. Pařížské arcibiskupství se pokusilo o uzavření kostela, ale bez úspěchu. Dne 21. prosince 1978 explodovala v kostele nálož, která způsobila jen lehké škody. V roce 1996 se zde sloužila zádušní mše za válečného zločince Paula Touviera (1915-1996) a konají se zde smuteční obřady za významné představitele francouzské pravice jako byli François Duprat (1978), Jean-Pierre Stirbois (1988) Maurice Bardèche (1998), Marie-France Stirbois (2006) nebo Georges-Paul Wagner (2006). Marine Le Penová, předsedkyně Národní fronty zde nechala pokřtít své tři děti.

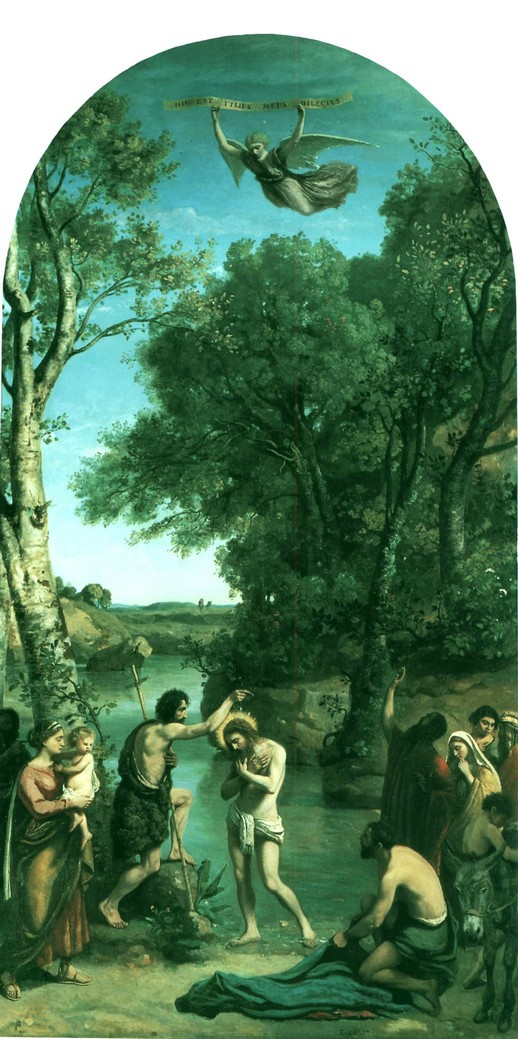
Křtění Krista, Camille Corot

## Umělecká díla v kostele
- malba Prédication de saint Clair, Noël-Nicolas Coypel (1690-1734)
- malba La Manne, Noël-Nicolas Coypel
- malba Sacrifice de Melchissédec, Noël-Nicolas Coypel
- malba Le Repos en Égypte, Jean-Jacques Lagrenée (1739-1821)
- malba Les Pèlerins d'Emmaüs, André Jean (1662-1753)
- malba Le Baptême du Christ, Camille Corot (1796-1875)
- malba Le Baptême du Christ, Jean Restout (1692-1768)
- malba Le Martyre de saint Cyr et de sainte Julitte, Louis Jean-Jacques Durameau (1733-1796)
- malba Saint Charles en prières, Charles Lebrun (1619–1690)
- malba Le Martyre de saint Jean l'Evangéliste, připisováno Charlesi Lebrunovi
- malba Jésus guérissant un malade
- malba Le Bon Samaritain, Nicolas-René Jollain
- malba La Peste de Milan, François-Guillaume Ménageot (1744-1816)
- basreliéf La Mise au tombeau, Nicolas Legendre (1619-1671)
- čtyři basreliéfy Le Triomphe de la Religion, Le Triomphe du Temps, Le Triomphe de la Gloire, Le Triomphe de la Mort, reprodukce soch Jacquese Sarazina (1592-1660)
- náhrobník Charlese Lebruna a jeho ženy Suzanne Butay, Charles Antoine Coysevox (1640–1720)
- náhrobník Lebrunovy matky Julienne Le Bé, Jean-Baptiste Tuby (1635-1700) a Gaspard Collignon
- náhrobník Jérôma Bignona, François Girardon (1628-1715)
- socha Krista, připisováno Jean-Pierrovi Cortotovi (1787-1843)
- socha Vincenta z Pauly, reprodukce sochy z kostela svatého Tomáše Akvinského, Jean-Baptiste Stouf (1742-1826)
- dva relikviáře
- sochy na fasádě vlevo, Nicolas Legendre

## Galerie

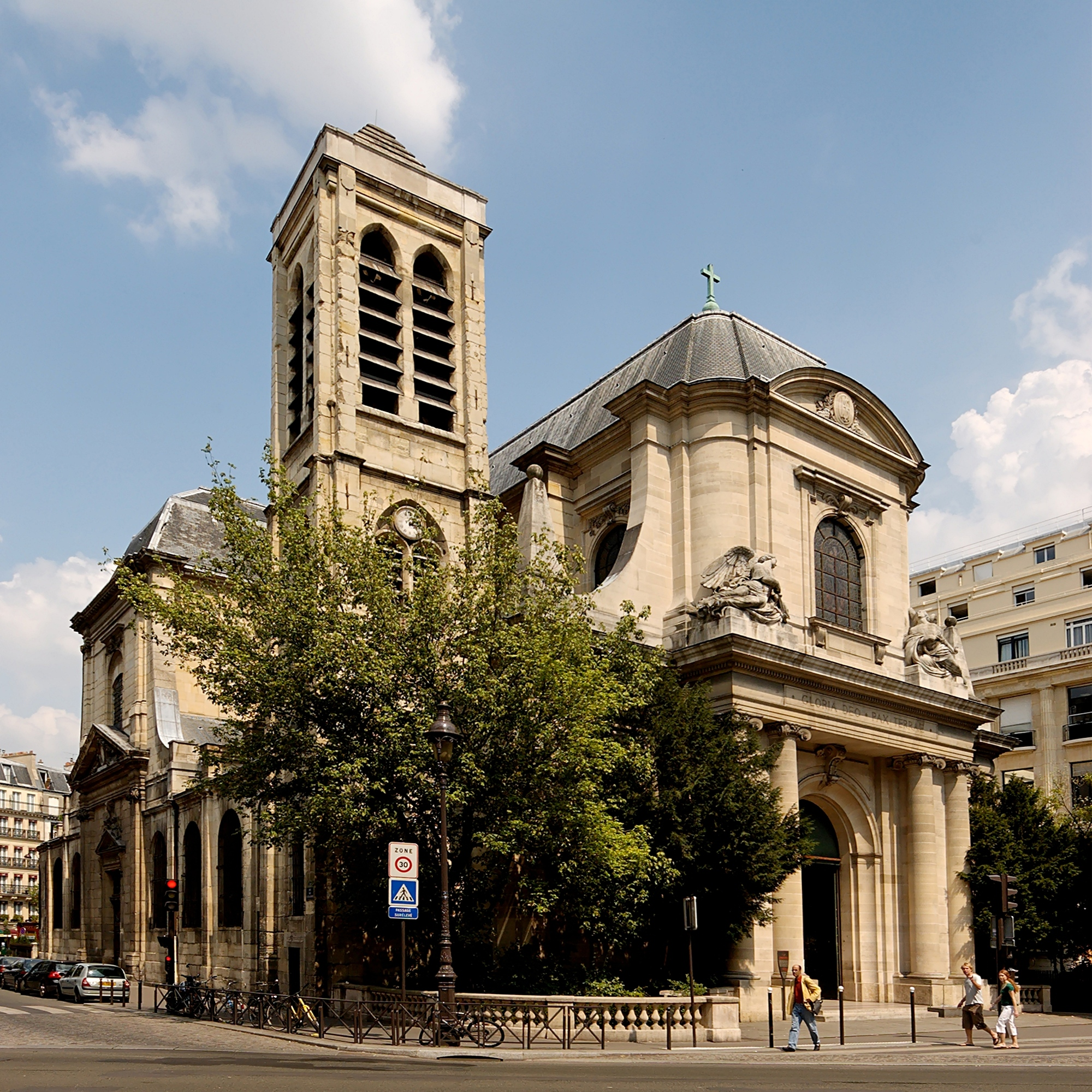
Jiný pohled na kostel
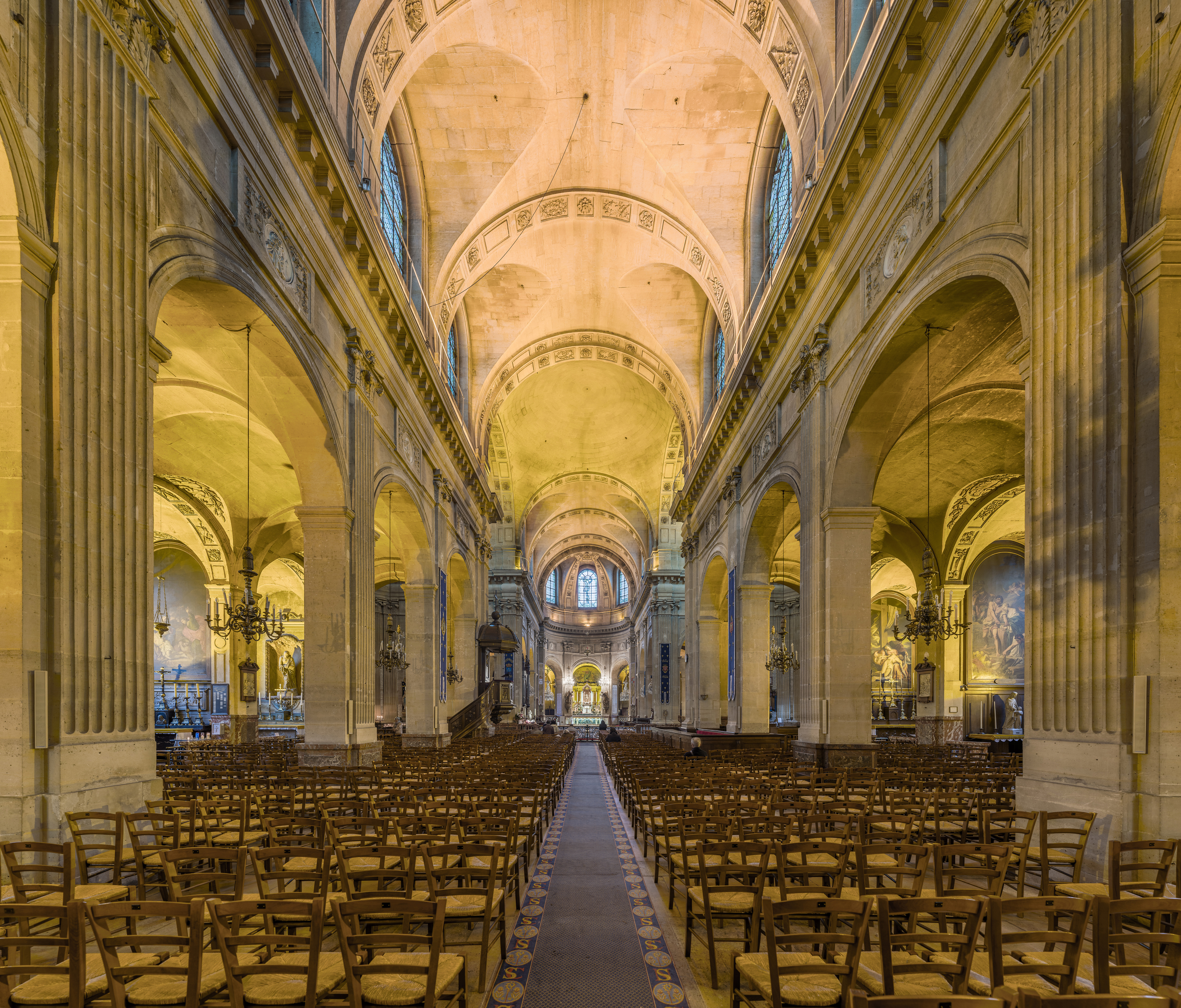
Interiér kostela. Není zde přítomen nový "stolní" oltář, protože Mše jsou slouženy v tradičním ritu (forma extraordinaria), kněz tedy celebruje čelem k oltáři.